# کنی اندرسون (بازیکن بسکتبال)

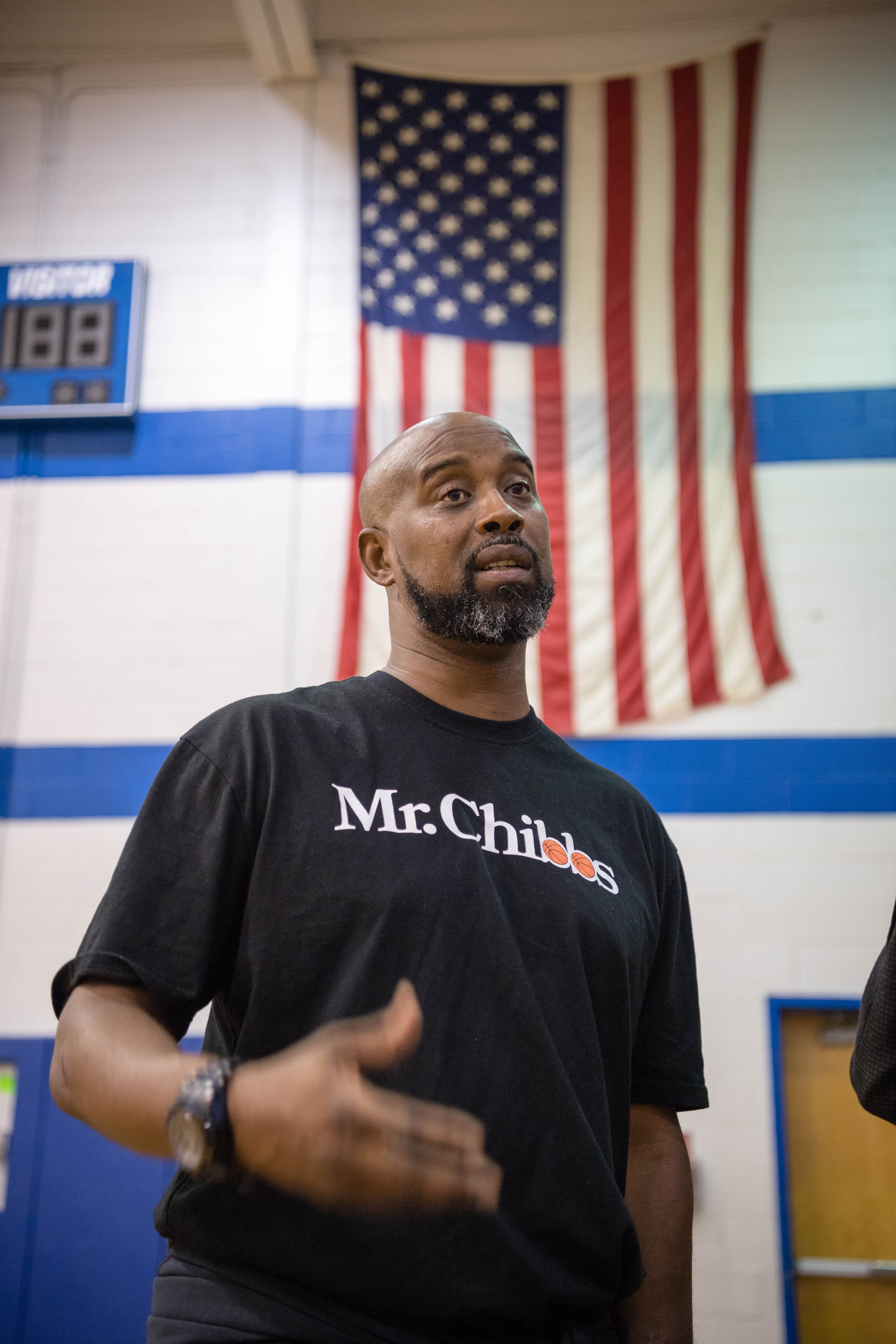
کنی اندرسون بازیکن بسکتبال - ۲۰۱۷

کنی اندرسون (انگلیسی: Kenny Anderson؛ زاده ۹ اکتبر ۱۹۷۰) یک ورزشکار اهل ایالات متحده آمریکا است.